# Barbaricum

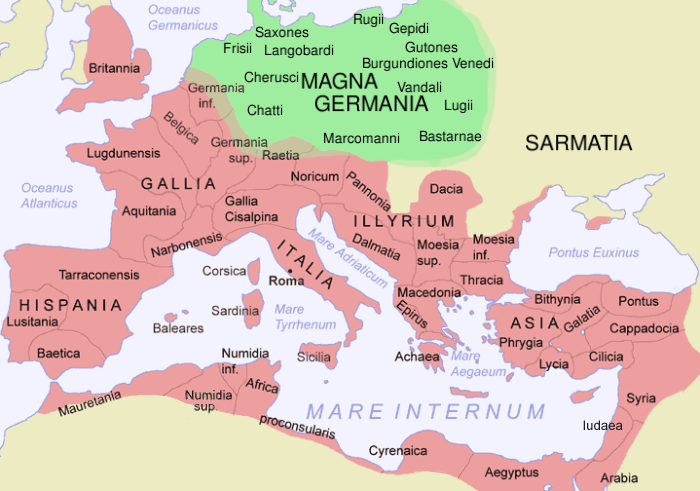
Provincias romanas en 116 d. C. con la tierra adyacente de Germania Magna

Barbaricum (de Barbarikon, en griego: Βαρβαρικόν, lit. '«extranjero», «bárbaro»') es un nombre geográfico utilizado por expertos en historia y arqueología para referirse a la vasta área de territorios ocupados por bárbaros que en tiempos romanos se encontraba más allá de las fronteras o limes del Imperio romano en el norte, centro y sudeste de Europa, las «tierras que se encuentran más allá del control administrativo romano pero que, sin embargo, forman parte del mundo romano». Durante la Antigüedad tardía, Barbaricum era el nombre en latín usado para referirse a aquellos territorios tribales no ocupados por Roma que se encontraban más allá del Rin y el Danubio (si bien, no para Persia): Amiano Marcelino lo empleó, como lo hizo Eutropio. La mención más antigua de la que queda registro de la palabra parece datar de comienzos del siglo III.
En la literatura investigativa, los términos 'Germania', que de hecho se refiere a la Germania Magna, y 'Barbaricum' a veces se usan indistintamente, pero no son completamente idénticos en sentido cronológico o geográfico. El área extra-romana descrita como Barbaricum no estuvo, desde el comienzo del Período de las grandes migraciones, habitada exclusivamente por germanos, si bien estos constituyeron la mayoría de la población hasta tiempos de la Antigüedad tardía. En el período de las grandes migraciones, alanos y hunos también avanzaron hacia esta área antes y, posteriormente (a partir del siglo VI), tribus eslavas poblaron el área al este del Albis (río Elba) que los germanos habían en gran medida abandonado.
Es importante destacar los diversos contactos culturales, sociales y económicos entre el  Barbaricum (germánico) y el Imperio romano a partir de comienzos del período imperial. A periodos de invasiones bárbaras esporádicas más allá de los limes y campañas para repelerlas, como las guerras de Valentiniano I contra los cuados y sármatas en 375, siguieron periodos de paz fruto de tratados como el concluido por Valente con Atanarico, líder de la confederación de los godos del Danubio, que regulaba el comercio y preveía pasos fronterizos por los que podían transitar las mercancías. Arqueológicamente, numerosos artefactos romanos importados han sido descubiertos entre los hallazgos en la región de Barbaricum. La formación de grandes unidades tribales germánicas como los alamanes o los francos, desde tiempos de la crisis imperial del siglo III, estuvo probablemente influenciada por su contacto con el mundo romano. De igual manera, «bárbaros» lograron hacer carrera en el ejército romano, ya fuera en Oriente u Occidente, u ocupar puestos importantes en su administración. Así, Mallobaudes, en la segunda mitad del siglo IV, era a la vez un rey franco y un importante general del ejército romano (comes domesticorum) que, como tal, había combatido a menudo a los alamanes dentro del ejército romano. Por último, tanto su oposición común a Roma como los esfuerzos de ésta por cristianizarlos, obligaron a varias tribus bárbaras, independientes entre sí, a unirse y crear alianzas como la Confederación de los godos del Danubio en el siglo IV.